# Ratpenat de cova de Schreibers
El ratpenat de cova de Schreibers (Miniopterus schreibersii) és una espècie de ratpenat. És relativament fàcil de diferenciar-lo dels vespertiliònids per la peculiar morfologia del cap i la cara.

## Morfologia
Un dels trets que més fàcilment permet reconèixer aquesta espècie és el cap: petit i arrodonit, té el front bombat, de manera que, vist de perfil, sembla que s'elevi per sobre la cara. El musell és curt, i les orelles, també curtes i triangulars, es disposen molt separades entre elles. El tragus és curt, amb la punta arrodonida, té la mateixa amplada en tota la seva longitud i es projecta cap endavant. Les ales són estretes i puntegudes, i la cua, aproximadament tan llarga com el cap i el cos junts, queda completament inclosa dins l'uropatagi.
El pelatge del llom és llarg, mentre que el del cap és curt i espès, una mica arrissat. La coloració és marró grisenca o grisa cendrosa, més clara per la regió ventral, i els adults tenen una taca marró grogosa o canyella al coll i una altra al front. El musell, les orelles i les membranes alars són de tonalitats més fosques que el cos, i el tragus és groguenc o, de vegades, gris clar.
Dimensions corporals: cap + cos (48 - 65 mm), cua (42 - 64 mm), avantbraç (42 - 48 mm) i envergadura alar (305 -350 mm).
Pes: 9 - 20 g.

## Ecologia
És una espècie comuna a tot el Mediterrani, atès que es troba a Espanya, Itàlia, França, els Balcans i gairebé totes les illes del Mediterrani, incloses les Balears.
Ocupa tota mena d'hàbitats, des de boscos fins a àrees obertes i ambients antropitzats, sempre que hi pugui trobar refugis adients. El seu nom comú reflecteix la gran tendència a refugiar-se en coves, si bé ocasionalment també es pot allotjar en soterranis i altres habitacles humans.
Ix a caçar poc després de pondre's el sol, amb un vol alt (10-20 m) i ràpid (50-55 km/h) que recorda el dels falciots. És el ratpenat que té uns costums més gregaris: s'ajunta en grups de centenars i fins milers d'individus que pengen del sostre de la cova, de vegades barrejats amb altres espècies cavernícoles, com el ratpenat de musell agut, el ratpenat de musell llarg i els ratpenats de ferradura.

## Taxonomia
Sinònims
- baussencis, Laurent (1944).
- inexpectatus, Heinrich (1936).
- italicus, Dal Piaz (1926).
- ursinii, Bonaparte (1837).

Subespècies
- M. s. schreibersii, Kuhl (1817).
- M. s. bassanii, Cardinal i Christidis (2000).
- M. s. blepotis, Temminck (1840).
- M. s. chinensis, Thomas (1908).
- M. s. dasythrix, Temminck (1840).
- M. s. eschscholtzii, Hodgson (1835).
- M. s. fuliginosus, Hodgson (1835).
- M. s. haradai, Maeda (1982).
- M. s. japoniae, Thomas (1905).
- M. s. oceanensis, Maeda (1982).
- M. s. orianae, Thomas (1922).
- M. s. orsinii, Temminck (1840).
- M. s. pallidus, Thomas (1907).
- M. s. parvipes, G. M. Allen (1923).
- M. s. smitianus, Thomas (1927).